# Da Ponte de Quarteira
Da Ponte de Quarteira es un cultivar de higuera tipo Higo común Ficus carica bífera es decir con dos cosechas por temporada, las brevas de primavera-verano, y los higos de otoño (en Portugal son denominados del "Grupo Cachopo"), su epidermis tiene en las brevas color de fondo verde y sobre color de manchas irregulares con sectores púrpuras, sin embargo la epidermis de los higos es de color de fondo amarillo claro y sobre color ninguno. Se cultivan principalmente en el Algarve, en la zona de Boliqueime, que es una freguesia (parroquia) portuguesa del municipio de Loulé.

## Sinonimias
- „Pao de Quarteira“ en el Algarve,
- „Ponte de Quarteira“,[4][5][6]

## Historia
El cultivo extensivo de las higueras era tradicional en Portugal, especialmente en las regiones del Algarve, Moura, Torres Novas y Mirandela. Se cosechaban los llamados « "figos vindimos" », que tenían como destino el mercado de los higos secos, para el consumo humano o industrial, pero también para la alimentación de los animales,
Era un higueral de baja densidad, entre 100 y 150 higueras por hectárea, con árboles de gran porte, baja productividad y mucha mano de obra. Todo esto, unido a la fuerte competencia de los higos provenientes del norte de África y Turquía, provocó un progresivo abandono de este cultivo.
Hoy día se está recuperando, pero orientada la producción para su consumo en fresco, imponiéndose variedades más productivas adaptadas a las exigencias y gustos del mercado, aumentando las densidades de plantación e incluso aportando la posibilidad de riego. La producción de higos para el mercado de fruta fresca tiene dos épocas distintas de producción. Una en mayo, junio y julio, que es la época de los « "figos lampos" » (brevas); y otra en agosto y septiembre, hasta las primeras lluvias, que es la época de los « "figos vindimos" » (higos).

## Características
La higuera 'Da Ponte de Quarteira' es una variedad bífera ("Grupo Cachopo"), del tipo Higo común, los frutos son partenocárpicos es decir que no precisan el proceso de caprificación. Los árboles 'Da Ponte de Quarteira' son árboles de porte semierecto, con una baja tendencia a formar vástagos en el pie, de raíz media. Árbol de vigor medio; conos radicíferos numerosos posicionados sobre el tronco y ramas primarias, muy prominentes; ramas del primer y segundo año con porte semierecto, ramas de 1.º y 2.º año con tendencia linear, ramas de 1.º y de 2.º año con una espesura fina; ramas de 1.º año con la epidermis de color marrón y sin lenticelas evidentes; yema apical de tamaño pequeño y forma cónica, con el color de las escamas verde.
Las hojas tienen el limbo con una longitud media de 20,4 cm y una anchura media de 17,6 cm de promedio, con una relación largo/ancho grande (1,16); pilosidad poca tanto en el haz como en el envés, brillo del haz medio, y color del haz verde claro y en el envés con un tono un poco más claro que en el haz; predominancia mayoritaria de 3 lóbulos (trilobada) en las hojas, forma de los lóbulos "latata", margen crenado, forma de la base cordiforme; peciolo de tamaño medio (7,0 cm) y de color verde claro.
El fruto se forma mediante el proceso de partenocarpia es decir sin polinización por Blastophaga psenes, produciendo una cosecha de brevas en primavera-verano y de higos en verano-otoño, ambas de tamaño medio, tienen forma turbinada en brevas y forma oblonga en los higos, con la simetría según el eje vertical asimétrico en las brevas y simétrico en los higos; pedúnculo corto y grueso de fácil abscisión cuando está el fruto maduro en las brevas y de difícil abscisión en higos; con tamaño del ostiolo grande, abertura ostiolar presente, gota ostiolar ausente, escamas ostiolares pequeñas, color de las escamas ostiolares en contraste con el color que la piel del fruto; grietas de la piel mínimas, brillo de la piel ausente, tamaño de las lenticelas pequeñas, pilosidad del fruto escasa, su epidermis tiene en las brevas color de fondo verde y sobre color de manchas irregulares con sectores púrpuras, sin embargo la epidermis de los higos es de color de fondo amarillo claro y sobre color ninguno; textura de la piel en brevas es elástica, y media en higoso; color del receptáculo (mesocarpio) blanco, color de la pulpa rosa; suculencia de la pulpa insulsa en brevas y media en los higos, cavidad interna pequeña, numerosos aquenios de tamaño medio y de sabor débil en brevas y bueno en higos; frutos de calidad resistentes a la manipulación en las brevas y resistencia media en higos, peso promedio 47,6 gr en brevas y de 38,5 gr en higos, con un números de frutos medio. Maduración media en las brevas y muy precoz en los higos.

## Cultivo
'Da Ponte de Quarteira' se trata de una variedad muy adaptada al cultivo de secano. Muy cultivado en el Algarve (Portugal) en la localidad de Boliqueime, que es una freguesia (parroquia) portuguesa del municipio de Loulé,
Se cultivan para su consumo como higo fresco y también producen unos excelentes higos pasos secos. Las brevas no revisten ninguna importancia económica.